# ديفيد شاند
ديفيد شاند (بالإنجليزية: David Shand)‏ هو قسيس أسترالي، ولد في 6 أبريل 1921، وتوفي في 8 يوليو 2011.